# (8297) Gérardfaure
(8297) Gérardfaure, désignation internationale (8297) Gerardfaure, est un astéroïde de la ceinture principale.

## Description
(8297) Gerardfaure est un astéroïde de la ceinture principale. Il fut découvert le 18 août 1993 à Caussols par Eric Walter Elst. Il présente une orbite caractérisée par un demi-grand axe de 2,24 UA, une excentricité de 0,06 et une inclinaison de 3,6° par rapport à l'écliptique.

## Compléments